# Ежов, Евгений Владимирович
Евге́ний Влади́мирович Ежо́в (11 февраля 1995, Ржаница, Жуковский район, Брянская область) — российский футболист, защитник.

## Карьера
Выпускник Академии «Спартак» им. Фёдора Черенкова, но нечасто выступал за молодёжный состав «красно-белых» и в 2015 году перешёл в тульский «Арсенал». В премьер-лиге дебютировал 21 марта 2015 года, когда «Арсенал», в знак протеста игравший дублирующим составом, уступил ЦСКА со счётом 1:4.
Сезон 2015/16 провёл в московском «Торпедо», выступавшем в первенстве ПФЛ. Летом 2016 года вернулся в Тулу, где стал выступать за фарм-клуб «Арсенал-2».